# Gary Dauberman
Gary Dauberman is een Amerikaans filmregisseur en scenarioschrijver.
Dauberman is bekend van het schrijven van films in het genre horror, waaronder de filmreeks Annebelle en het tweeluik It, gebaseerd op de gelijknamige roman. In 2019 maakte hij zijn regiedebuut met de film Annabelle Comes Home. Hij studeerde aan de Delaware County Community College in Marple Township (Delaware County) en de Temple University in Philadelphia.

## Filmografie
| Jaar | Titel                   | Functie                                    | Opmerkingen                                           |
| ---- | ----------------------- | ------------------------------------------ | ----------------------------------------------------- |
| 2007 | In the Spider's Web     | scenario                                   | scenario geschreven met George LaVoo                  |
| 2007 | Bloodmonkey             | scenario                                   |                                                       |
| 2008 | Swamp Devil             | scenario en verhaal                        |                                                       |
| 2014 | Annabelle               | scenario                                   |                                                       |
| 2016 | Crawlspace              | scenario                                   |                                                       |
| 2016 | Wolves at the Door      | scenario                                   |                                                       |
| 2017 | Annabelle: Creation     | scenario                                   |                                                       |
| 2017 | It                      | scenario                                   | scenario geschreven met Chase Palmer en Cary Fukunaga |
| 2018 | The Nun                 | scenario, verhaal en uitvoerend producent  | verhaal geschreven met James Wan                      |
| 2019 | The Curse of La Llorona | producent                                  |                                                       |
| 2019 | Swamp Thing             | bedenker, scenario en uitvoerend producent | televisieserie                                        |
| 2019 | Annabelle Comes Home    | regie, scenario en verhaal                 | verhaal geschreven met James Wan                      |
| 2019 | It Chapter Two          | scenario                                   |                                                       |
| 2025 | Until Dawn              | producent en scenario                      |                                                       |